# Capilla de Gallus
La Capilla de San Galo (en alemán: Gallus-Kapelle) es un edificio religioso protegido en el municipio de Greifensee, cantón de Zúrich, en Suiza.
El noble Hermann IV de Landenberg (el mariscal más joven), donó para su salvación y la de su esposa esta capilla en torno a los años 1330-1340, aunque originalmente la consagró a Santa Catalina. El edificio triangular es considerado como el más antiguo monumento gótico intacto de la ciudad medieval.
Su curvatura obedece al hecho de haber sido construida junto a la muralla de la ciudad. La principal característica arquitectónica que ofrece es la de estar soportada por un solo pilar, que al llegar a la bóveda resuelve la caprichosa e irregular forma de la planta con un ingenioso juego de nervarduras.
Durante siglos, esta pequeña capilla ha sido la iglesia parroquial de la ciudad de Greifensee.

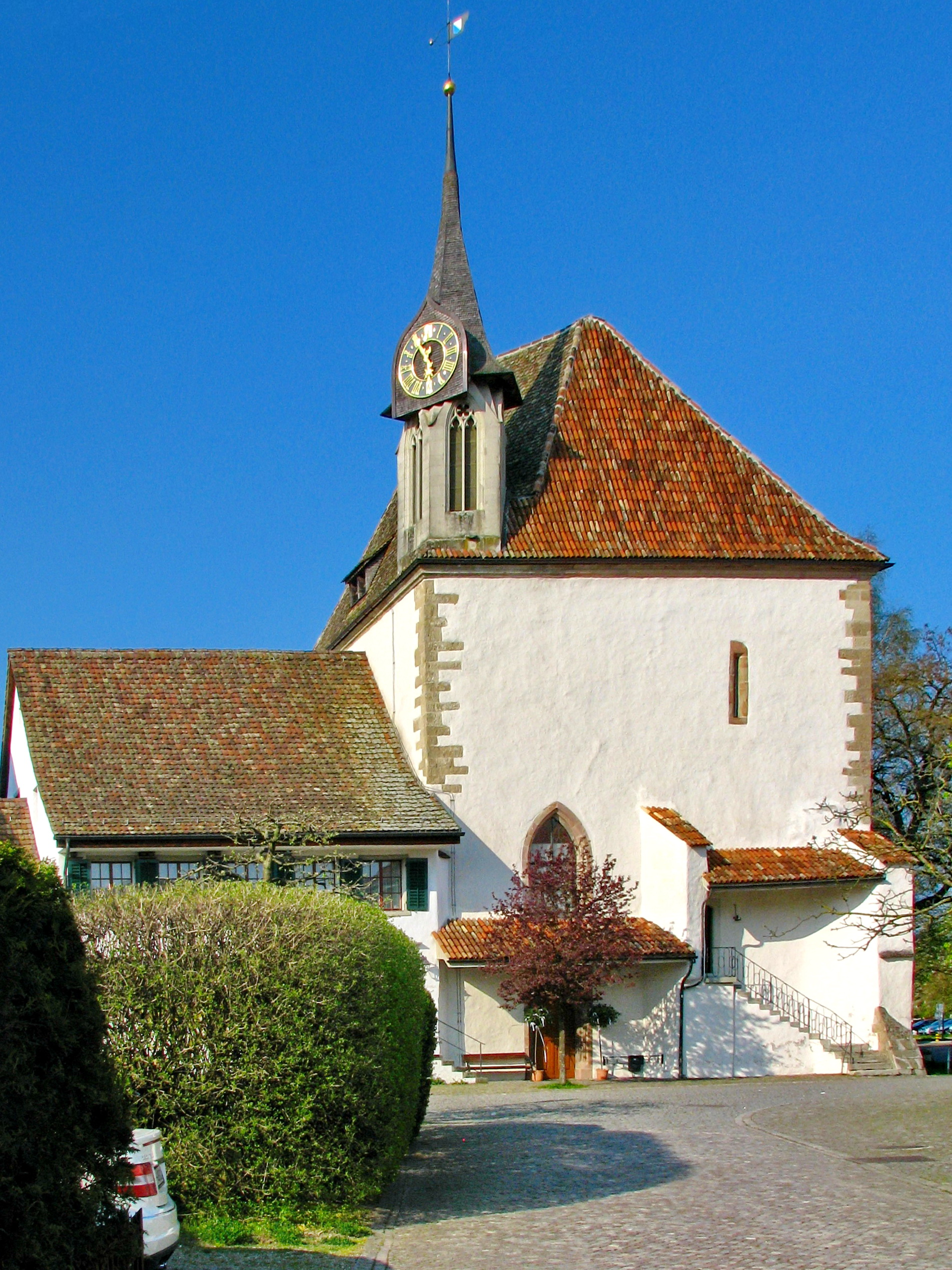
La capilla y el Ayuntamiento de Greifensee
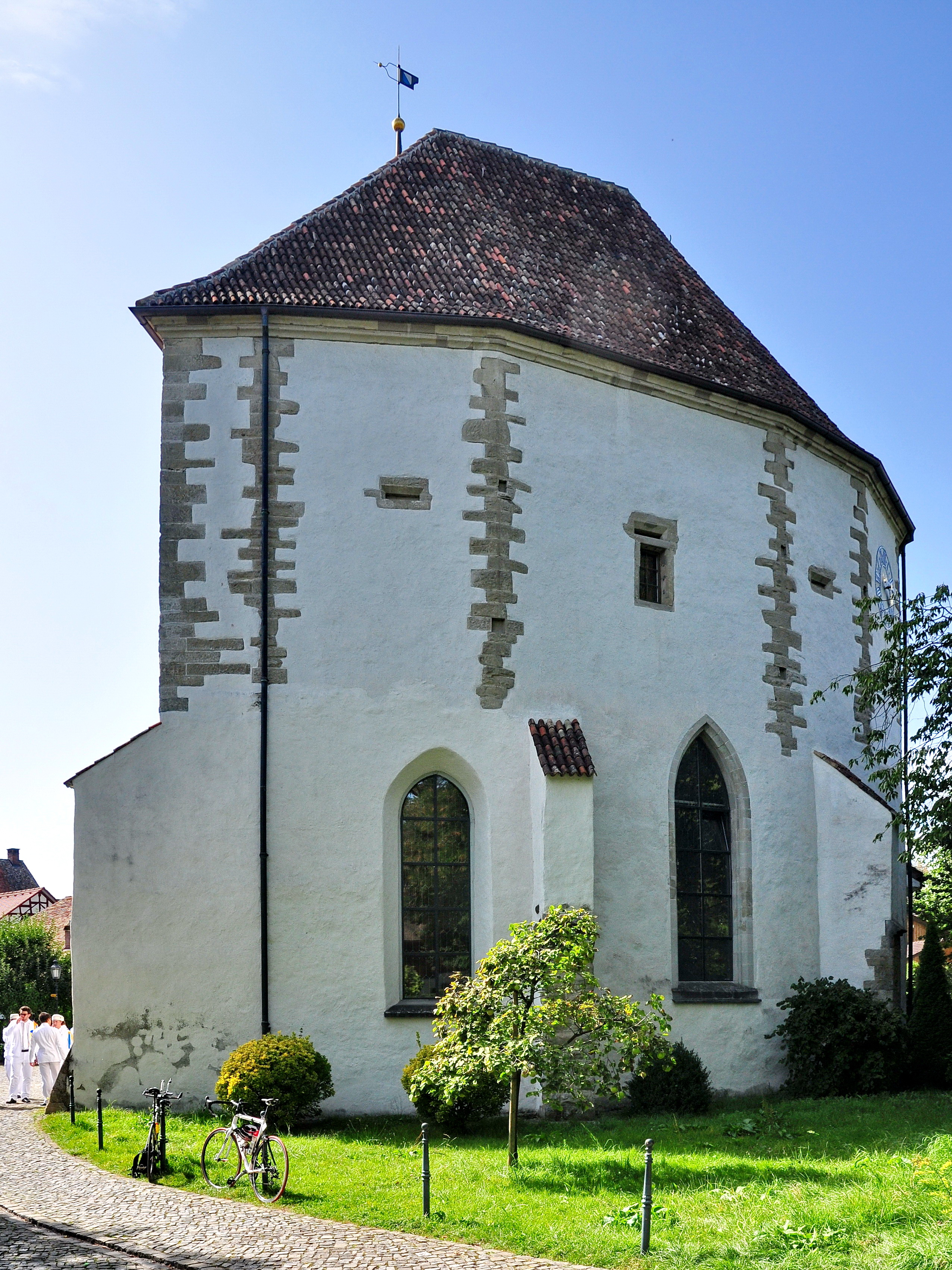
Vista desde el muro
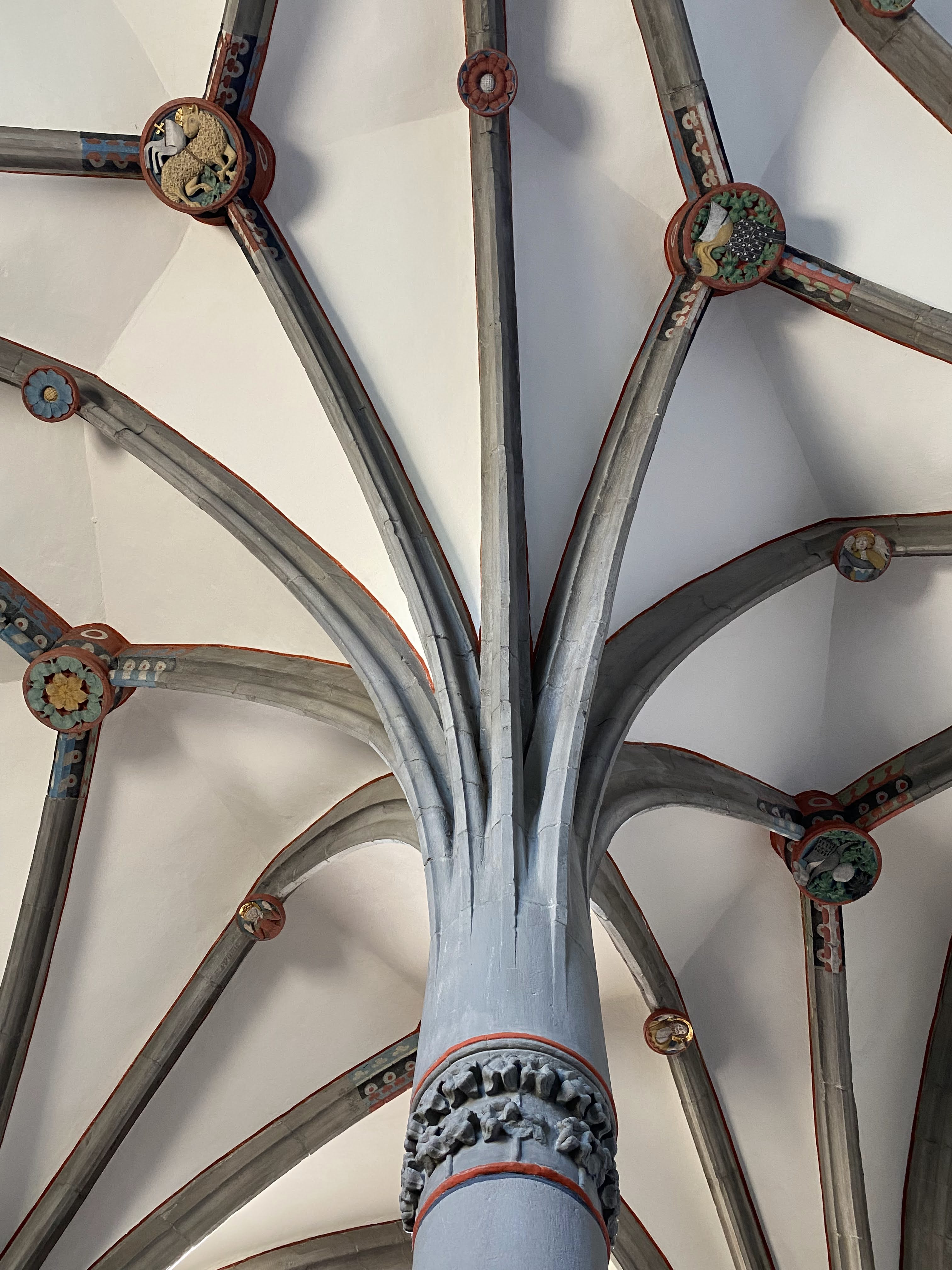
Nervaduras de la bóveda estrellada
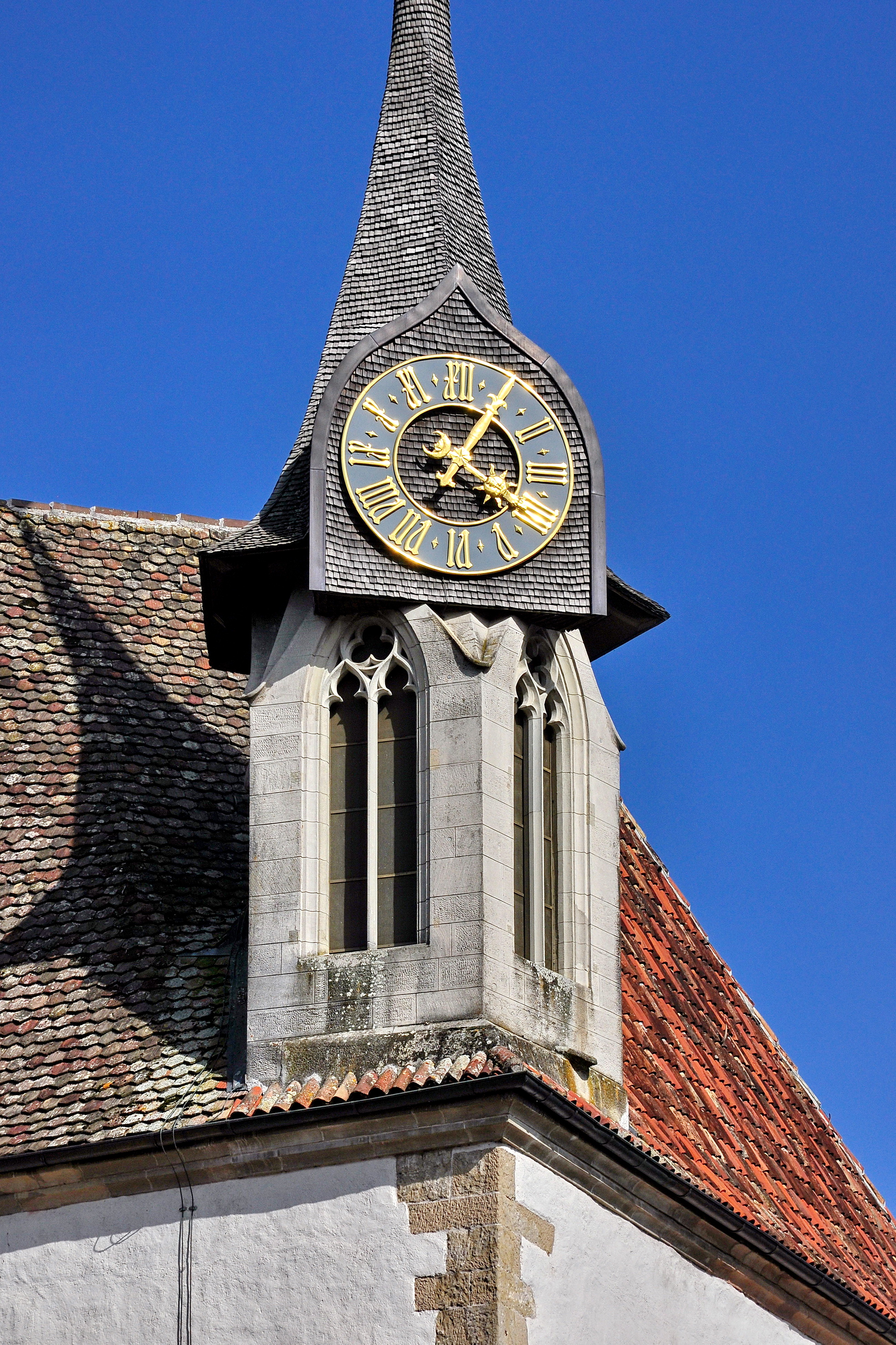
Torre